# جيروم توماس (ملاكم)
جيروم توماس (20 يناير 1979 في فرنسا - ) (بالفرنسية: Jérôme Thomas)‏ هو ملاكم فرنسي، صنّف ضمن فئة وزن الذبابة. شارك في الألعاب الأولمبية الصيفية 2008 والألعاب الأولمبية الصيفية 2000 وملاكمة في الألعاب الأولمبية الصيفية 2000 – وزن الذبابة ‏ وملاكمة في الألعاب الأولمبية الصيفية 2004 – وزن الذبابة ‏ والألعاب الأولمبية الصيفية 2004.

## إحصائيات
خاض خلال مسيرته 14 نزالا، فاز في 12 وتعادل في 1 وخسر في 1. فاز بالضربة القاضية في نزالا واحد.

## وصلات خارجية
- جيروم توماس على موقع بوكس ريك (الإنجليزية) (registration required)
- جيروم توماس على موقع اللجنة الأولمبية الدولية (الإنجليزية)
- جيروم توماس على موقع أوليمبيديا (الإنجليزية)
- جيروم توماس على موقع اللجنة الأولمبية الفرنسية (مؤرشف) (الفرنسية)